# ビッグコミックスピリッツ
『週刊ビッグコミックスピリッツ』は、小学館が発行する日本の週刊青年漫画雑誌。1980年10月創刊。毎週月曜日発売。『ビッグスピリッツ』と略されることもある。
創刊編集長は白井勝也。創刊当初は月刊（毎月14日発売）だったが、1981年6月から15日と30日の月2回発売に。1986年4月からは週刊となっている。2021年6月時点での編集長は石田貴信。単行本はビッグコミックスレーベルで発売される。

## 概要
ビッグコミック系の中では対象年齢がもっとも低く、『週刊少年サンデー』の青年誌版、『週刊ヤングジャンプ』『週刊ヤングマガジン』と競合するヤング誌として創刊された。初期は宮谷一彦や谷口ジローを起用するなど、劇画志向も強かったが、たがみよしひさ『軽井沢シンドローム』、高橋留美子『めぞん一刻』などのヒットから、少年誌系の絵柄で青年漫画を描く作品が増えた。
表紙には、1985年から2001年まで佐久間良一によるイラスト（果物や野菜の擬人化）、2002年から女性アイドル・女優・女性アナウンサーなどをモデルに起用したグラビアが用いられている。水着姿の映ったグラビア写真の使用は他誌より抑えられているが、B2サイズのピンナップが付くこともある。
青年向けの雑誌であるため、テレビアニメ化された作品は『YAWARA!』『F-エフ』『美味しんぼ』『クマのプー太郎』『バケツでごはん』『ギャラリーフェイク』など、ごく一部に留まっている。その一方で、『東京ラブストーリー』『あすなろ白書』『東京大学物語』『いいひと。』『あさひなぐ』『土竜の唄』『アイアムアヒーロー』『トクサツガガガ』など、実写化された作品が多い。
漫画家の呼称は「先生」ではなく「氏」に統一し、単行本も完結していない作品は「巻」ではなく「集」表記に統一されているが、編集者により見解の相違があり、完結の有無を問わず「集」表記にする場合があったり、通常は「巻」表記であるコミックスも「集」表記にする場合がある。
分類上はビッグコミック系に属しているが、創刊の経緯から、人事面で『週刊少年サンデー』との関係が強く、高橋留美子、細野不二彦、六田登、藤田和日郎、藤木俊など、同誌で連載していた漫画家が本誌で連載することが多い。
装丁・デザインは長らく他の小学館の漫画雑誌と同様にベイブリッジ・スタジオが担当していたが、2003年以降は全体的にロケット・ボムへ変更され、さらに2008年41号以降はZASSOに変更された。しかし、漫画家がコズフィッシュなど他のデザイナーを指定する場合もある。
2008年9月より、『週刊ヤングサンデー』の休刊に伴い、同誌から連載漫画の半分ほどが移籍。それに合わせて新装刊を行い、タイトルロゴも一新した。新装刊当初はグラビアを減らす方針で、2010年までは連載作品が全面的に表紙を飾るケースもあった。合併後は作品数の増加などにより、連載作品の休載が多くなっている（毎号5作品以上の休載が常態化＝2020年9月現在）。連載形態の複雑化もあってか、いくつかの作品の単行本化で雑誌連載時の話数、副題が異なる現象も発生している。

## 増刊・派生誌
ビッグコミックスピリッツ21
1993年頃発行された増刊。
月刊IKKI
2000年11月から隔月で『スピリッツ増刊IKKI』として発行されたが、2003年2月に独立・リニューアル新創刊、また月刊化された。2014年9月で休刊となった。
ヒバナ
2015年3月に月刊の増刊として創刊された。『月刊IKKI』連載作品の一部が同誌で連載を再開している。2017年8月で刊行終了となった。
YSスペシャル
新装刊前後の2008年9月から2009年1月にかけて月刊で発売された増刊。既存誌に移籍しなかった『週刊ヤングサンデー』連載作品を中心に掲載した（作品については『週刊ヤングサンデー』の項目を参照）。
月刊!スピリッツ
2009年8月に『週刊ヤングサンデー』（や『YSスペシャル』）の実質的な後継誌として創刊された。本誌との間での作品の移籍が双方向で行われており、連載作品の単行本は本誌と同じくビッグコミックス（ビッグスピリッツコミックス）より発行される。

## 歴代編集長
1. 白井勝也（1980年 - 1990年）
2. 亀井修（1990年 - 1996年）
3. 久保田滋夫（1996年 - 1998年）
4. 片寄聰（1998年 - 1999年7月）
5. 長崎尚志（1999年8月 - 2001年7月）
6. 武藤伸之（2001年8月 - 2003年7月）
7. 立川義剛（2003年8月 - 2010年7月）
8. 堀靖樹（2010年8月 - 2013年5月）
9. 村山広（2013年6月 - 2016年5月）
10. 坪内崇[5]（2016年5月 - ）
11. 石田貴信（2020年10月[3] - ）

## 現在の連載
2025年8月18日（2025年38号）現在連載中の作品。
| 作品名                                  | 作者（作画）                | 原作など                                                                               | 開始号             | 備考                                        |
| --------------------------------------- | --------------------------- | -------------------------------------------------------------------------------------- | ------------------ | ------------------------------------------- |
| 気まぐれコンセプト                      | ホイチョイ プロダクションズ | －                                                                                     | 1981年14号         | 掲載順は巻末に固定                          |
| 土竜の唄                                | 高橋のぼる                  | －                                                                                     | 2008年41号         | 『週刊ヤングサンデー』 より移籍             |
| 忘却のサチコ                            | 阿部潤                      | －                                                                                     | 2014年37・38合併号 | 隔週連載                                    |
| ダンス・ダンス・ダンスール              | ジョージ朝倉                | －                                                                                     | 2015年42・43合併号 |                                             |
| 風都探偵                                | 佐藤まさき（作画）          | 石ノ森章太郎（原作） 三条陸（脚本） 塚田英明（監修） 寺田克也 （クリーチャーデザイン） | 2017年36・37合併号 | 『仮面ライダーW』の続編 毎号連載 → 隔週連載 |
| お別れホスピタル                        | 沖田×華                     | －                                                                                     | 2018年4・5合併号   | 月一連載                                    |
| くーねるまるた ぬーぼ                   | 高尾じんぐ                  | －                                                                                     | 2018年13号         | 『くーねるまるた』の続編                    |
| 新九郎、奔る!                           | ゆうきまさみ                | －                                                                                     | 2020年7号          | 『月刊!スピリッツ』より移籍 隔週連載        |
| 九条の大罪                              | 真鍋昌平                    | －                                                                                     | 2020年46号         | →隔週連載                                   |
| ひらやすみ                              | 真造圭伍                    | －                                                                                     | 2021年21・22合併号 | 隔週連載                                    |
| レ・セルバン                            | 濱田浩輔                    | －                                                                                     | 2022年6号          |                                             |
| 駅伝男子プロジェクト                    | 高橋しん                    | －                                                                                     | 2022年24号         |                                             |
| 植物病理学は明日の君を願う              | 竹良実                      | －                                                                                     | 2022年43号         | 月一連載                                    |
| 胚培養士ミズイロ                        | おかざき真里                | －                                                                                     | 2022年44号         | 毎号連載 → 隔週連載                         |
| マイホームアフロ田中                    | のりつけ雅春                | －                                                                                     | 2022年47号         | 「アフロ田中」シリーズ                      |
| ROPPEN-六篇-                            | 宮下暁                      | －                                                                                     | 2023年4・5合併号   |                                             |
| この世は戦う価値がある                  | こだまはつみ                | －                                                                                     | 2023年20号         | 隔週連載                                    |
| 夢なし先生の進路指導                    | 笠原真樹                    | －                                                                                     | 2023年21・22合併号 |                                             |
| 路傍のフジイ 〜偉大なる凡人からの便り〜 | 鍋倉夫                      | －                                                                                     | 2023年24号         | 毎号連載 → 隔週連載                         |
| ぼくの魔なむすめ                        | サンカクヘッド              | －                                                                                     | 2024年12号         | 隔週連載                                    |
| スーパースターを唄って。                | 薄場圭                      | －                                                                                     | 2024年18号         | 『月刊!スピリッツ』より移籍 →隔週連載       |
| 国宝                                    | 三国史明                    | 吉田修一（原作）                                                                       | 2024年23号         | 隔週連載                                    |
| そういう家の子の話                      | 志村貴子                    | －                                                                                     | 2024年26号         | 月一連載                                    |
| ありす、宇宙までも                      | 売野機子                    | －                                                                                     | 2024年27号         | →隔週連載                                   |
| さよならダイヤモンド                    | 蛭塚都                      | －                                                                                     | 2024年28号         | →隔週連載                                   |
| 午後のおいしい薬膳日記                  | 午後                        | －                                                                                     | 2024年29号         | 月一連載                                    |
| ごくりっ                                | 前原タケル                  | －                                                                                     | 2024年30号         | →隔週連載                                   |
| ヨシダ檸檬ドロップス                    | 若木民喜                    | －                                                                                     | 2024年36・37合併号 | →月1連載                                    |
| MUSE                                    | 鬼山瑞樹                    | －                                                                                     | 2024年41・42合併号 | →隔週連載                                   |
| しすたれじすた                          | オジロマコト                | 岡田麿里（原作）                                                                       | 2024年43号         | →隔週連載                                   |
| 山人が語る不思議な話 山怪朱             | 水谷緑                      | 田中康弘（原作）                                                                       | 2024年47号         |                                             |
| 魔界の議場                              | 魚戸おさむ                  | 三田紀房（原作）                                                                       | 2025年13号         | 隔週連載                                    |
| 你好！ 猫猫留学生                       | 秦愛武                      | －                                                                                     | 2025年19号         | 隔週連載                                    |
| ディグニティ-旅行医の処方薬-            | 矢田恵梨子                  | －                                                                                     | 2025年21・22合併号 | 隔週連載                                    |
| うちがキングダム                        | 砂糖野しおん                | 森巡る（原作）                                                                         | 2025年24号         | 隔週連載                                    |
| バニーナイト・トリートメント            | 東雲                        | －                                                                                     | 2025年28号         | 隔週連載                                    |
| 烏哭村 -カラスナキムラ-                 | 照屋太郎                    | －                                                                                     | 2025年33号         | 隔週連載                                    |
| 声の降るへや                            | たかはしツツジ              | HERO（原作）                                                                           | 2025年35号         | 隔週連載                                    |

### 休載中
| 作品名                       | 作者（作画） | 原作など | 開始号     | 備考                                               |
| ---------------------------- | ------------ | -------- | ---------- | -------------------------------------------------- |
| 美味しんぼ                   | 花咲アキラ   | 雁屋哲   | 1983年20号 |                                                    |
| DRAGON JAM                   | 藤井五成     | －       | 2011年23号 | 『月刊!スピリッツ』より移籍 2015年16号まで通常連載 |
| 健康で文化的な最低限度の生活 | 柏木ハルコ   | －       | 2014年18号 | 隔週連載                                           |
| あさドラ!                    | 浦沢直樹     | －       | 2018年45号 | 隔週連載 → 毎号掲載                                |
| 恋と国会                     | 西炯子       | －       | 2018年49号 |                                                    |
| アオアシ ブラザーフット      | 小林有吾     | −        | 2021年32号 | 『アオアシ』のスピンオフ作品                       |
| 離婚したいアナタへ           | 柴門ふみ     | －       | 2025年27号 |                                                    |

## 過去の連載

### あ行
- アイアム ア ヒーロー - 花沢健吾
- 相原コージのなにがオモロイの? - 相原コージ
- アイ・ラブ・ユー - 盛田賢司
- アオアシ - 小林有吾
- あおい万太郎氏当確です - まえだたかひろ
- 青空 - 原秀則
- 青の戦士 - 狩撫麻礼 + 谷口ジロー
- アカネノネ - 矢田恵梨子 ※『月刊!スピリッツ』より移籍[29]
- 商人道 - 細野不二彦
- アグネス仮面 - ヒラマツ・ミノル
- 悪魔のうたたね - 喜国雅彦
- あさってDANCE - 山本直樹
- あさひなぐ - こざき亜衣
- 明日にはあがります。 - 水口尚樹
- 明日のない空 - 塀内夏子
- あすなろ白書 - 柴門ふみ
- 新しい足で駆け抜けろ。 - みどりわたる
- あの月に向かって打て! - 寒川一之
- 赤い鳩 - 小池一夫 + 池上遼一
- アフロ田中シリーズ - のりつけ雅春
  - 高校アフロ田中
  - 中退アフロ田中
  - 上京アフロ田中
  - さすらいアフロ田中
  - しあわせアフロ田中
  - 結婚アフロ田中
- ありがとう - 山本直樹
- いいひと。 - 高橋しん
- IWAMAL -岩丸動物診療譚- - 玉井雪雄
- イオナ - 澤井健
- イカロスの娘 - 御厨さと美
- イキガミ - 間瀬元朗 ※『週刊ヤングサンデー』より転籍
- 生きてるうちに推してくれ - 丹羽庭
- 偉人住宅ツバキヒルズ - 野田宏
- 以蔵のキモチ - 佐藤宏之
- 1518! イチゴーイチハチ! - 相田裕 ※月1連載、2015年18号 - 46号まで休載期間あり
- 愛しのアイリーン - 新井英樹
- ヴィルトゥス - 義凡 + 信濃川日出雄
- うきわ、と風鈴。 -友達以上、不倫未満-（野村宗弘）
- ウシハル - ゴトウユキコ ※『月刊!スピリッツ』より転籍
- 伝染るんです。 - 吉田戦車
- 占い師星子 - 岬ミミコ
- 8（エイト） - 上條淳士
- SP 警視庁警備部警護課第四係 - 金城一紀 + 灰原薬
- 江戸前・あ・めーりかん - 藤波俊彦
- 江戸むらさき特急 - ほりのぶゆき
- エバタのロック - 室井大資
- F - 六田登
- エロゲの太陽 - はまむらとしきり + 村正みかど
- 王様達のヴァイキング - さだやす + 深見真
- 往生際の意味を知れ! - 米代恭
- オーミ先生の微熱 - 河内遙
- おかゆネコ - 吉田戦車
- オケラのつばさ - のりつけ雅春
- おごってジャンケン隊 - 現代洋子
- おそとにでようよ雨やんだら - 夏花ナオト
- おたんこナース - 小林光恵 + 佐々木倫子
- 男樹（単行本2巻以降） - 本宮ひろ志
- おとなのずかん改訂版 - イトイ圭
- 鬼虫 - 柏木ハルコ
- オヤジ高校生 - 川三番地
- おやすみプンプン - 浅野いにお ※『週刊ヤングサンデー』より転籍
- 俺の女たち - 本宮ひろ志
- オメガトライブ - 玉井雪雄
  - オメガトライブ キングダム
- 俺のリスク - 鳥トマト + イシイ渡 ※隔週連載[30]
- 俺節 - 土田世紀
- 女社長 - 玖保キリコ

### か行
- 怪獣人生 - ほりのぶゆき
- 格闘太陽伝ガチ - 青山広美
- 風します? - 小道迷子
- 火線上のハテルマ - せきやてつじ
- ガチャバイ - はるき悦巳
- かなたかける - 高橋しん
- 壁ドン! - 佐久間力
- 神のちから - さくらももこ
- 神の左手悪魔の右手 - 楳図かずお
- かもめ☆チャンス - 玉井雪雄
- カラブキ - 中川いさみ
- 軽井沢シンドローム - たがみよしひさ
- がんばりょんかぁ、マサコちゃん - 宮崎克 + 魚戸おさむ※毎号連載 → 隔週連載
- キクニの全県ラン 走りたおすぜJAPAN! - 喜国雅彦
- 傷追い人 - 小池一夫 + 池上遼一
- キスより簡単 - 石坂啓
- キックのお姉さん - 稲井雄人
- 機動戦士ガンダム バンディエラ - 矢立肇 + 富野由悠季 + 加納梨衣 ※隔週連載
- キミ!さいよー - 石原まこちん
- 君は放課後インソムニア - オジロマコト
- キャッチャー・イン・ザ・ライム - 背川昇 + 般若 + R-指定
- ギャラリーフェイク - 細野不二彦
- ギャル男VS宇宙人 - 𠮷沢潤一
- ギョ - 伊藤潤二
- 教場 - 長岡弘樹 + みどりわたる
- 強制ヒーロー - 宮下裕樹 ※『月刊!スピリッツ』へ転籍
- 鬼龍院冴子探偵事務所 - 三上龍哉
- 銀灰のスピードスター - 楠みちはる
- 禁ドン! -立沢直也
- 勤労クレシェンド - 小山愛子
- くーねるまるた - 高尾じんぐ
- クマのプー太郎 - 中川いさみ
- クライング フリーマン - 小池一夫 + 池上遼一
- クリームソーダシティ - 長尾謙一郎
- ぐりこカミングスーン - 赤堀君
- 黒鉄ボブスレー - 土屋雄民
- 警眼 - 早坂ガブ
- ケダマメ CHAOS DAMN-AGE MAN X - 玉井雪雄
- 月下の棋士 - 能條純一
- 結婚するって、本当ですか 365 Days To The Wedding - 若木民喜
- 月曜日の友達 - 阿部共実
- 煙色のまほろば（後藤うどん）
- 元気があってよろしいっ! - 原律子
- 現在官僚系 もふ - 鍋田吉郎 + 並木洋美
- 恋は雨上がりのように -眉月じゅん 『月刊!スピリッツ』より移籍
- GOGO!生活非安全課 - ロドリゲス井之介
- GO!GO!HEAVEN! - 小原信治 + 海埜ゆうこ
- 高校球児ザワさん - 三島衛里子
- 合同ナイン - 若狭たけし
- コージ苑 - 相原コージ
- 極道一直線 - 三上龍哉
- ココナッツピリオド -地球温暖化を止めるウサギ- - 山田玲司
- QUOJUZ-コジューツ- - 柏木ハルコ
- 56マイルの悪魔 - 御厨さと美
- このSを、見よ! - 北崎拓
- 小光先生の次回作にご期待ください。 - 水口尚樹 ※『明日にはあがります。』の続編
- 米蔵夫婦のレシピ帳 - 片山ユキオ ※→隔週連載[31]

### さ行
- サーティーガールズ - 北沢未也 + 若狭たけし
- 最終兵器彼女 -  高橋しん
- 早乙女選手、ひたかくす - 水口尚樹
- 早乙女タイフーン - くじらいいく子
- させよエロイカ - 高田サンコ
- サターンリターン - 鳥飼茜 ※隔週連載
- サユリ1号 - 村上かつら
- サヨナラレフティ - 小倉和之＋山本おさむ
- サルでも描けるまんが教室 - 竹熊健太郎 + 相原コージ
- THE3名様 - 石原まこちん
- CAとお呼びっ! - 花津ハナヨ
- CB感。reborn - 東本昌平
- GTR -GREAT TARO REVOLUTION- - 椎名理央 + 戸田尚伸
- シェアバディ - 原作：吉田貴司、作画：高良百
- J.BOY - 能條純一
- 四月八日のまえがきに - 松井信介
- 7人のシェイクスピア - ハロルド作石
- 疾風迅雷 -もりやまつる
- しっぷうどとう - 盛田賢司
- じみへん - 中崎タツヤ
- ジャガーン - 原作：金城宗幸 + 作画：にしだけんすけ
- 邪眼は月輪に飛ぶ - 藤田和日郎
- 15分の少女たち-アイドルのつくりかた- - 原作：かっぴー + 作画：戸井理恵
- シュトヘル - 伊藤悠 ※『月刊!スピリッツ』へ転籍
- ジョーカー・ゲームシリーズ - 原作:柳広司 + 作画:霜月かよ子 
  - Dの魔王 ジョーカー・ゲーム ※『月刊!スピリッツ』へ転籍
  - ジョーカー・ゲーム
- ショコラ - 窪之内英策
- SHOP自分 - 柳沢きみお
- 新クロサギ - 原案：夏原武、作家:黒丸
  - クロサギ再起動－18歳新成人詐欺犯罪編－ - 黒丸 + 夏原武
- 人生がより散らかる!深刻お悩み相談室 - カレー沢薫
- 新ブラックジャックによろしく - 佐藤秀峰
- スイートルーム - 香川大八
- スキエンティア - 戸田誠二 ※『月刊!スピリッツ』へ転籍
- すこしだけ生き返る - うすくらふみ ※毎号連載 → 隔週連載[9]
- 水晶 日韓恋愛狂詩曲 - 原案：TK2、作家:猪熊しのぶ
- 進め!ギガグリーン- 藤木俊
- 昴（スバル） - 曽田正人
- スポーツポン - 吉田戦車
- スローニン - 吉田聡
- スローモーションをもう一度 - 加納梨衣
- 寸前爆発 - 常盤雅幸
- 正義の味方モンキーズ - 山本康人
- 世界はボクのもの - 若杉公徳
- ゼブラーマン - 宮藤官九郎 + 山田玲司
- セルフ - 朔ユキ蔵
- センチメントの季節 - 榎本ナリコ
- 村塾物語 - はしもといわお

### た行
- ダイヤモンド - 青山広美
- たくなび - 山口かつみ
- 竹光侍 - 永福一成 + 松本大洋
- 七夕の国 - 岩明均
- 旅マン - ほりのぶゆき
- 男魂!!インポッシブル - 深海魚
- 団地ともお - 小田扉
- ちいさこべえ - 山本周五郎 + 望月ミネタロウ
- チ。-地球の運動について- - 魚豊
- 地平線でダンス - 柏木ハルコ
- ちぽさんぽ - 竹本友二
- ちゃんどら - いしかわじゅん
- チャンネルはそのまま! - 佐々木倫子
- 駐禁ウォーズ!! - 今井亮一 + ウヒョ助
- チューロウ - 盛田賢司 ※『ビッグコミックスピリッツ21』へ転籍
- 超人ウタダ - 山本康人
- ちょんまげどん - ほりのぶゆき
- 妻をめとらば - 柳沢きみお
- つゆダク - 朔ユキ蔵
- ツルモク独身寮 - 窪之内英策
- DINO（ディーノ） - 柳沢きみお
- ティーンズブルース - コージィ城倉
- 帝王 - 倉科遼 + 関口太郎
- 鉄コン筋クリート - 松本大洋
- デッドデッドデーモンズデデデデデストラクション - 浅野いにお
- 鉄腕バーディー EVOLUTION - ゆうきまさみ
- 出直しといで! - 一色まこと
- てのひらにアイを! - ムラタコウジ
- デモクラティア - 間瀬元朗
- 出るトコ出ましょ! - 稲光伸二
- テレキネシス 山手テレビキネマ室 - 芳崎せいむ + 東周斎雅楽
- 転校生 オレのあそこがあいつのアレで - 古泉智浩
- 天そぞろ - 原作：あかほり悟、作画：北崎拓、協力：堀口茉純
- テンプリズム - 曽田正人 + 瑞木奏加 ※『コミック小学館ブックス』へ転籍
- 電光石火 - 盛田賢司
- 電波の城 - 細野不二彦
- 天を射る - 飛松良輔 + 西荻弓絵
- 東京エイティーズ - 安童夕馬 + 大石知征
- 東京大学物語 - 江川達也
- 東京ラブストーリー - 柴門ふみ
- 逃走鉄馬バイソン - カサギヒロシ
- 遠い星から来たALICE - 藤沢とおる
- DAWN -陽はまた昇る- - 倉科遼 + ナカタニD.
- トクサツガガガ - 丹羽庭
- とつぜんDr. - 吾妻ひでお
- とめはねっ! 鈴里高校書道部 - 河合克敏 ※『週刊ヤングサンデー』より転籍
- トラキーヨ - 吉田聡
- 虎の娘 - 宮谷一彦

### な行
- 奈緒子 - 坂田信弘 + 中原裕
- 永沢君 - さくらももこ
- 殴るぞ - 吉田戦車
- 茄子とアルタイル - 大野ツトム
- なぜか笑介 - 聖日出夫
- 二月の勝者-絶対合格の教室- - 高瀬志帆
- にじこしいいんちょう - のぶみ
- 20世紀少年 - 浦沢直樹
  - 21世紀少年
- 日露戦争物語 - 江川達也
- 日曜、午後、六時半。 - 浅野いにお
- 二匹のブル - 瀬叩龍 + 岩重孝
- 日本沈没 - 小松左京 + 一色登希彦
- 忍風!肉とめし - 吉田戦車
- 猫工船 - カレー沢薫
- 猫のお寺の知恩さん - オジロマコト
- のぼうの城 - 和田竜 + 花咲アキラ

### は行
- ハーフな分だけ - 星里もちる
- π - 古屋兎丸
- HIDEOUT - 柿崎正澄
- パギャル! - 浜田ブリトニー
- ハクバノ王子サマ - 朔ユキ蔵
- 白暮のクロニクル - ゆうきまさみ
- バケツでごはん - 玖保キリコ
- バジーノイズ - むつき潤
- ハスリンボーイ - 本田優貴 + 草下シンヤ
- パッカ - 今井大輔
- BACK TO THE 母さん - 降本孟
- ハッスル - 一色まこと
- はっぱ64 - 山本直樹
- Happy! - 浦沢直樹
- バドフライ - イワシタシゲユキ
- バトルグラウンドワーカーズ - 竹良実
- 花園メリーゴーランド - 柏木ハルコ
- 花と奥たん - 高橋しん ※事実上、並行連載していた『月刊!スピリッツ』へ転籍
- ハナイケル-川北高校華道部- - 山田はまち
- 花もて語れ - 片山ユキヲ、朗読協力・朗読原案：東百道
- パパがも一度恋をした - 阿部潤
- パパはニューギニア - 高野聖ーナ
- パパリンコ物語 - 江口寿史
- パラダイス通信 - 神戸さくみ
- はるちゃん - 青柳裕介
- バロンドリロンド - 北沢未也 + 梶川卓郎
- バンビ〜ノ! - せきやてつじ
  - バンビ〜ノ! SECONDO
- ピーチ・ミルク・クラウン - 手原和憲
- 東伍郎とまろすけ - 長月キュー
- ピカロ - 白瀬透
- ヒガンバナの女王 - 岡仁志太郎
- HIKARI-MAN - 山本英夫
- 美大受験戦記 アリエネ - 山田玲司 ※『月刊!スピリッツ』へ転籍
- （漫画版）ひとりずもう - さくらももこ ※不定期連載
- 火花 - 武富健治 + 又吉直樹 (ピース)
- 100億の男 - 国友やすゆき
- 100万円の女たち - 青野春秋
- ひらけ相合傘 - 吉田戦車
- ビリーバーズ - 山本直樹
- ピンポン - 松本大洋
- fine. - 信濃川日出雄
- 武士スタント逢坂くん! - ヨコヤマノブオ
- ふつつかなヨメですが! - ねむようこ
- プラタナスの実 - 東元俊哉
- ブラック&ホワイト - 高橋春男 ※『ブラックあんどホワイト』と表記されることもある
- プラモ男子とプリチー女子-ミズオとイエナの1年戦争- - ゆきもり + ソラキスズ
- ぷりぷり県 - 吉田戦車
- ブルー・ジーン - くじらいいくこ
- ブルーダー - 周防瞭 + 盛田賢司
- ふろがーる! - 片山ユキヲ
- Heaven? - 佐々木倫子
- 編集王 - 土田世紀
- 14歳（フォーティーン） - 楳図かずお
- ペット - 三宅乱丈
- ヘブンの天秤 - 浄土るる ※毎号連載 → 隔週連載[9]
- 冒険してもいい頃 - みやすのんき
- ボーイズ・オン・ザ・ラン - 花沢健吾
- BOXERケン - 江口寿史
- 僕BOKU - 山本康人
- 僕はコーヒーがのめない - 原作：福田幸江、作画：吉城モカ、監修：川島良彰（コーヒーハンター）
- ぼくらのフンカ祭 - 真造圭伍
- 僕らはみんな生きている - 一色伸幸 + 山本直樹
- ぼくんち - 西原理恵子
- ポコあポコ - 小道迷子
- 星野くん、したがって！ - 原作：ほしのディスコ、漫画：オジロマコト
- ぼっけもん - 岩重孝
- 保土ヶ谷最中速派セブン - 中野ハジメ
- ボブとゆかいな仲間たち - パンチョ近藤
- ホムンクルス - 山本英夫
- ぽんこつポン子 - 矢寺圭太 ※隔週連載

### ま行
- 魔王がずっと見ている - 野田宏 + ふくしま正保
- 禍MAGA - 若桑一人 + 石川賢
- マガツクニ風土記 - あまやゆうき + 吉田史朗
- マドンナ - くじらいいく子
- マネームーン - 石坂啓
- マホロミ 時空建築幻視譚 - 冬目景
- 美咲ナンバーワン!! - 藤崎聖人
- 店もん - ほりのぶゆき
- みどりの星 - 真造圭伍
- ミンゴ イタリア人がみんなモテると思うなよ - ペッペ
- みんな生きてる - 原克玄
- みんな元気か! - やまさき十三 + ひきの真二
- MOON -昴 ソリチュード スタンディング- - 曽田正人
- 無田のある生活 - 朝比奈ショウ ※毎号連載 → 隔週連載[9]
- ムッチィにご用心!! - むつ利之
- むねあつ - 村岡ユウ
- 村上海賊の娘 - 吉田史朗 + 和田竜
- 迷夢 - 村松さとる
- 飯うま探偵うまし! - 夏花ナオト
- めぞん一刻 - 高橋留美子
- もしもし、てるみです。 - 水沢悦子
- 無職の学校〜職業訓練校での200日間〜 - 清家孝春※月一連載[32] → 隔週連載[33]
- モッシュピット - 今野涼
- モッブ - 滝沢解 + 池上遼一
- もにもに - 相原コージ
- ももんち - 冬目景

### や行
- やったろうじゃん!! - 原秀則
- 闇金ウシジマくん - 真鍋昌平
- YAWARA! - 浦沢直樹
- 夕空のクライフイズム - 手原和憲
- 雪花の虎 - 東村アキコ ※『ヒバナ』より移籍、隔週連載
- 夢みるトマト - 石坂啓
- よいこ - 石川優吾
- 横須賀こずえ - 小田扉
- 4分間のマリーゴールド - キリエ

### ら行
- ラストイニング - 神尾龍 + 中原裕、監修：加藤潔
- ラブレター - じんのひろあき + 若狭たけし
- りびんぐゲーム - 星里もちる
- リボーンの棋士 - 鍋倉夫
- 両国花錦闘士 - 岡野玲子
- るみちゃんの事象→ るみちゃんの恋鰹 - 原克玄
- ルームメイト - 今邑彩 + 武富健治
- 瑠璃色ゼネレーション - 柳沢きみお
- RAINBOW-二舎六房の七人- - 安部譲二 + 柿崎正澄
- ロープボール - 川原裕聖 + 波多野秀行
- LOST MAN - 草場道輝 ※『週刊ヤングサンデー』より転籍

### わ行
- WILD PITCH!!! - 中原裕
- 我が名は海師 - 原作：小森陽一 + 武村勇治
- わさび - 一條裕子
- 私たち、結婚しました - 田中光
- 私の息子が異世界転生したっぽい フルver. - かねもと + シバタヒカリ
- わたしは真悟 - 楳図かずお
- ワタナベ - 窪之内英策
- 湾岸ミッドナイト - 楠みちはる ※講談社の『週刊ヤングマガジン』へ転籍
- ONE&ONLY - 山田貴敏

## 映像化作品

### アニメ化
| 作品                       | 放送年                 | アニメーション制作                                       | 備考                                    |
| -------------------------- | ---------------------- | -------------------------------------------------------- | --------------------------------------- |
| めぞん一刻（アニメ）       | 1986年3月-1988年3月    | スタジオディーン                                         |                                         |
| F                          | 1988年3月-12月         | スタジオディーン                                         |                                         |
| 美味しんぼ                 | 1988年10月-1992年3月   | シンエイ動画                                             |                                         |
| YAWARA!                    | 1989年10月-1992年9月   | マッドハウス                                             |                                         |
| じみへん                   | 1994年1月-8月          | シンエイ動画                                             | 「中崎タツヤ スーパーギャグシアター」内 |
| クマのプー太郎             | 1995年4月-1996年3月    | スタジオディーン                                         |                                         |
| バケツでごはん             | 1996年1月-6月          | マジックバス                                             |                                         |
| よいこ                     | 1998年11月-1999年3月   | ぴえろ                                                   |                                         |
| 最終兵器彼女               | 2002年7月-10月         | GONZO DIGIMATION                                         |                                         |
| ギャラリーフェイク         | 2005年1月-9月          | 東京ムービー（第1 - 25話） 東京キッズ（第26話 - 最終回） |                                         |
| RAINBOW-二舎六房の七人-    | 2010年4月-9月          | マッドハウス                                             |                                         |
| 団地ともお                 | 2013年4月-2015年2月    | 小学館ミュージック&デジタル エンタテイメント             |                                         |
| ピンポン                   | 2014年4月-6月          | タツノコプロ                                             |                                         |
| 恋は雨上がりのように       | 2018年1月-3月          | WIT STUDIO                                               |                                         |
| ペット                     | 2020年1月-3月          | ジェノスタジオ                                           |                                         |
| ダンス・ダンス・ダンスール | 2022年4月-6月          | MAPPA                                                    |                                         |
| アオアシ                   | 2022年4月-9月（第1期） | Production I.G                                           |                                         |
| アオアシ                   | 2026年-（第2期）       | トムス・エンタテインメント                               |                                         |
| 君は放課後インソムニア     | 2023年4月-7月          | ライデンフィルム                                         |                                         |
| うずまき                   | 2024年9月-10月         | 冨嶽（第1、4話） 暁（第2 - 3話）                         | アメリカのアダルトスイムにて放送        |
| 結婚するって、本当ですか   | 2024年10月-12月        | 葦プロダクション                                         |                                         |
| チ。-地球の運動について-   | 2024年10月-2025年3月   | マッドハウス                                             |                                         |

| 作品                                           | 公開年 | アニメーション制作 |
| ---------------------------------------------- | ------ | ------------------ |
| 鉄コン筋クリート                               | 2006年 | STUDIO 4℃          |
| デッドデッドデーモンズデデデデデストラクション | 2024年 | Production +h.     |

| 作品                  | 発売年        | アニメーション制作        |
| --------------------- | ------------- | ------------------------- |
| 軽井沢シンドローム    | 1985年        | N/A                       |
| 傷追い人              | 1986年        | マッドハウス              |
| マドンナ              | 1988年-1989年 | スタジオジュニオ 東映動画 |
| クライング フリーマン | 1988年-1994年 | N/A                       |
| 冒険してもいい頃      | 1989年-1990年 | ナック                    |
| あさってDANCE         | 1990年-1991年 | N/A                       |
| 最終兵器彼女          | 2005年        | スタジオ・ファンタジア    |
| 東京大学物語          | 2004年        | ビデオメーカー            |
| THE3名様              | 2009年        | N/A                       |
| ギョ                  | 2012年        | Ufotable                  |

| 作品               | 配信年 | アニメーション制作      |
| ------------------ | ------ | ----------------------- |
| 伝染るんです。     | 2009年 | ディー・エル・イー 東宝 |
| 気まぐれコンセプト | 2016年 | オッドジョブ            |
| 風都探偵           | 2022年 | スタジオKAI             |

| 作品       | 年     | アニメーション制作 | 備考 |
| ---------- | ------ | ------------------ | ---- |
| ひらやすみ | 未公表 | Production +h.     |      |

- 掲載誌を移籍後にテレビアニメ化された作品だと『湾岸ミッドナイト』がある。

### ドラマ化
| 作品                         | 放送年                | 制作                                     | 備考                                         |
| ---------------------------- | --------------------- | ---------------------------------------- | -------------------------------------------- |
| 瑠璃色ゼネレーション         | 1984年                | 東宝株式会社 日本テレビ                  |                                              |
| はるちゃん                   | 1987年（単発）        | フジテレビ                               |                                              |
| はるちゃん                   | 1996年（パート1）     | 東海テレビ 東宝                          |                                              |
| はるちゃん                   | 1998年（パート2）     | 東海テレビ 東宝                          |                                              |
| はるちゃん                   | 1999年（パート3）     | 東海テレビ 東宝                          |                                              |
| はるちゃん                   | 2000年（パート4）     | 東海テレビ 国際放映                      |                                              |
| はるちゃん                   | 2001年（パート5）     | 東海テレビ 国際放映                      |                                              |
| はるちゃん                   | 2002年（パート6）     | 東海テレビ 国際放映                      |                                              |
| キスより簡単                 | 1987年                | フジテレビ                               |                                              |
| 同・級・生                   | 1989年                | フジテレビ                               |                                              |
| 妻をめとらば                 | 1989年                | テレパック TX                            |                                              |
| 東京ラブストーリー           | 1991年                | フジテレビ                               |                                              |
| じみへん                     | 1992年                | フジテレビ 共同テレビ                    | 「悪いこと」内                               |
| ワタナベ                     | 1993年                | 関西テレビ放送 宝塚映像                  |                                              |
| あすなろ白書                 | 1993年                | フジテレビ                               |                                              |
| あすなろ白書                 | 2002年（台湾版）      | N/A                                      |                                              |
| あすなろ白書                 | 2019年（台湾版）      | N/A                                      |                                              |
| あすなろ白書                 | 2019年（中国版）      | N/A                                      |                                              |
| 美味しんぼ                   | 1994年-1999年         | フジテレビ                               | 「金曜エンタテイメント」で放送されたシリーズ |
| 美味しんぼ                   | 2007年-2009年         | フジテレビ                               | 「土曜プレミアム」で放送されたシリーズ       |
| 東京大学物語                 | 1994年                | テレビ朝日                               |                                              |
| 友子の場合                   | 1995年                | フジテレビ 共同テレビ                    | 「世にも奇妙な物語」内                       |
| 100億の男                    | 1995年                | 関西テレビ                               |                                              |
| いいひと。                   | 1997年                | 関西テレビ 共同テレビ                    |                                              |
| お仕事です!                  | 1998年                | N/A                                      |                                              |
| お仕事です!                  | 2021年（台湾版）      | 可米傳媒事業有限公司                     |                                              |
| センチメントの季節           | 1999年                | N/A                                      |                                              |
| 月下の棋士                   | 2000年                | テレビ朝日 MMJ                           |                                              |
| 編集王                       | 2000年                | フジテレビ 共同テレビ                    |                                              |
| 早乙女タイフーン             | 2001年                | テレビ朝日 オメガ・ピクチャーズ          |                                              |
| 九龍で会いましょう           | 2002年                | テレビ朝日 アズバーズ                    |                                              |
| ショコラ                     | 2003年                | 毎日放送                                 |                                              |
| ショコラ                     | 2014年（台湾版）      | 可米国際影視 華策影視 羚邦集団           |                                              |
| Happy!                       | 2006年                | TBSテレビ                                |                                              |
| CAとお呼びっ!                | 2006年                | 日本テレビ                               |                                              |
| バンビ〜ノ!                  | 2007年                | 日本テレビ                               |                                              |
| めぞん一刻                   | 2007年-2008年         | テレビ朝日 東北新社クリエイツ            |                                              |
| 出るトコ出ましょ!            | 2007年                | フジテレビ                               |                                              |
| 超人ウタダ                   | 2009年                | WOWOW                                    |                                              |
| 帝王                         | 2009年                | 毎日放送                                 |                                              |
| とめはねっ! 鈴里高校書道部   | 2010年                | NHK                                      |                                              |
| 闇金ウシジマくん（ドラマ）   | 2010年（Part1）       | 毎日放送                                 |                                              |
| 闇金ウシジマくん（ドラマ）   | 2014年（Part2）       | 毎日放送                                 |                                              |
| 闇金ウシジマくん（ドラマ）   | 2016年（Part3）       | 毎日放送                                 |                                              |
| 闇金ウシジマくん（ドラマ）   | 2022年（外伝）        | 毎日放送                                 |                                              |
| ボーイズ・オン・ザ・ラン     | 2012年                | テレビ朝日                               |                                              |
| ハクバノ王子サマ             | 2013年                | 読売テレビ                               |                                              |
| ふたがしら                   | 2015年（第1シリーズ） | WOWOW                                    |                                              |
| ふたがしら                   | 2016年（第2シリーズ） | WOWOW                                    |                                              |
| 100万円の女たち              | 2017年                | テレビ東京 イメージフィールド            |                                              |
| 忘却のサチコ                 | 2018年（SP1、連続）   | テレビ東京 ホリプロ                      |                                              |
| 忘却のサチコ                 | 2020年（SP2）         | テレビ東京 ホリプロ                      |                                              |
| ドルメンX                    | 2018年                | 日本テレビ アックスオン                  |                                              |
| 健康で文化的な最低限度の生活 | 2018年                | 関西テレビ放送                           |                                              |
| トクサツガガガ               | 2019年                | NHK名古屋放送局                          |                                              |
| チャンネルはそのまま!        | 2019年                | Production I.G 北海道テレビ放送          |                                              |
| Heaven?                      | 2019年                | TBSテレビ                                |                                              |
| 高校アフロ田中               | 2019年                | ジャンゴフィルム                         |                                              |
| 4分間のマリーゴールド        | 2019年                | 共同テレビジョン TBSテレビ               |                                              |
| パパがも一度恋をした         | 2020年                | 東海テレビ                               |                                              |
| ふろがーる!                  | 2020年                | 共同テレビジョン                         |                                              |
| 武士スタント逢坂くん!        | 2021年                | 日本テレビ ジェイ・ストーム ギークサイト |                                              |
| うきわ                       | 2021年                | テレビ東京 AOI Pro.                      |                                              |
| 二月の勝者-絶対合格の教室-   | 2021年                | 日本テレビ                               |                                              |
| 往生際の意味を知れ!          | 2023年                | 毎日放送                                 |                                              |
| お別れホスピタル             | 2024年                | N/A                                      |                                              |
| 白暮のクロニクル             | 2024年                | 共同テレビジョン                         |                                              |
| ハスリンボーイ               | 2024年                | トライストーン・エンタテイメント         |                                              |
| ひらやすみ                   | 2025年                | 未公表                                   |                                              |

| 作品                     | 配信年 | 制作                    |
| ------------------------ | ------ | ----------------------- |
| 伝染るんです。           | 2009年 | 株式会社オズ 電通テック |
| 東京ラブストーリー       | 2020年 | フジテレビ              |
| 結婚するって、本当ですか | 2022年 | The icon                |
| 七夕の国                 | 2024年 | Pipeline 東映           |

### 実写映画化
| 作品                     | 公開年                | 監督               | 配給                                 | 備考 |
| ------------------------ | --------------------- | ------------------ | ------------------------------------ | ---- |
| めぞん一刻               | 1986年                | 澤井信一郎         | 東映                                 |      |
| キスより簡単             | 1989年（第1弾）       | 若松孝二           | N/A                                  |      |
| キスより簡単             | 1991年（第2弾）       | 若松孝二           | N/A                                  |      |
| YAWARA!                  | 1989年                | 吉田一夫           | 東宝                                 |      |
| あさってDANCE            | 1991年                | 磯村一路           | 大映                                 |      |
| ツルモク独身寮           | 1991年                | 今関あきよし       | アスミック                           |      |
| 美味しんぼ               | 1996年                | 森﨑東             | 松竹                                 |      |
| ありがとう               | 1996年                | 小田切正明         | 東北新社                             |      |
| 友子の場合               | 1996年                | 本広克行           | 東映                                 |      |
| クライング フリーマン    | 1996年                | クリストフ・ガンズ | 東映                                 |      |
| うずまき                 | 2000年                | Higuchinsky        | 東映                                 |      |
| NAGISA                   | 2000年                | 小沼勝             | フィルム・シティ                     |      |
| ピンポン                 | 2002年                | 曽利文彦           | アスミック・エース                   |      |
| ぼくんち                 | 2003年                | 阪本順治           | アスミック・エース＝ミコット         |      |
| 最終兵器彼女             | 2006年                | 須賀大観           | 東映                                 |      |
| 東京大学物語             | 2006年                | 江川達也           | スープレックス エム・エフボックス    |      |
| 神の左手悪魔の右手       | 2006年                | 金子修介           | ショウゲート                         |      |
| 奈緒子                   | 2008年                | 古厩智之           | 日活                                 |      |
| 20世紀少年（映画）       | 2008年（第1弾）       | 堤幸彦             | 東宝                                 |      |
| 20世紀少年（映画）       | 2009年（第2弾-第3弾） | 堤幸彦             | 東宝                                 |      |
| 俺たちに明日はないッス   | 2008年                | タナダユキ         | スローラーナー                       |      |
| 昴                       | 2009年                | リー・チーガイ     | ワーナー・ブラザース映画             |      |
| ボーイズ・オン・ザ・ラン | 2010年                | 三浦大輔           | ファントム・フィルム                 |      |
| 高校アフロ田中           | 2012年                | 松居大悟           | ショウゲート                         |      |
| 闇金ウシジマくん（映画） | 2012年（第1弾）       | 山口雅俊           | S・D・P                              |      |
| 闇金ウシジマくん（映画） | 2014年（第2弾）       | 山口雅俊           | 東宝映像事業部 S・D・P               |      |
| 闇金ウシジマくん（映画） | 2016年（第3弾-第4弾） | 山口雅俊           | 東宝映像事業部 S・D・P               |      |
| 土竜の唄                 | 2014年（第1弾）       | 三池崇史           | 東宝                                 |      |
| 土竜の唄                 | 2016年（第2弾）       | 三池崇史           | 東宝                                 |      |
| 土竜の唄                 | 2021年（第3弾）       | 三池崇史           | 東宝                                 |      |
| アイアムアヒーロー       | 2016年                | 佐藤信介           | 東宝                                 |      |
| あさひなぐ               | 2017年                | 英勉               | 東宝映像事業部                       |      |
| 恋は雨上がりのように     | 2018年                | 永井聡             | 東宝                                 |      |
| ドルメンX                | 2018年                | 小室直子           | KATSU-do                             |      |
| ホムンクルス             | 2021年                | 清水崇             | エイベックス・ピクチャーズ           |      |
| ビリーバーズ             | 2022年                | 城定秀夫           | クロックワークス SPOTTED PRODUCTIONS |      |
| 君は放課後インソムニア   | 2023年                | 池田千尋           | ポニーキャニオン                     |      |
| バジーノイズ             | 2024年                | 風間太樹           | ギャガ                               |      |

| 作品             | 公開年        | 監督              | 配給 | 備考                               |
| ---------------- | ------------- | ----------------- | ---- | ---------------------------------- |
| 伝染るんです。   | 1992年        | 吉良敬三 田中範一 | N/A  | アニメパートと実写パートによる構成 |
| 冒険してもいい頃 | 1992年-1993年 | 小林要            | N/A  | 主演のキャストは各巻ごとに変更     |
| DINO             | 1994年        | 吉村典久          | N/A  |                                    |
| 江戸むらさき特急 | 1995年        | 山城新伍          | N/A  |                                    |
| THE3名様         | 2005年-2009年 | 福田雄一          | N/A  |                                    |

- コミックスの出版社を移籍後に実写映画化された作品だと『湾岸ミッドナイト』、『あさってDANCE』2005年版、『愛しのアイリーン』がある。『湾岸ミッドナイト』はオリジナルビデオ化もされている。

## 発行部数
- 2004年（2003年9月 - 2004年8月） 460,354部[34]
- 2005年（2004年9月 - 2005年8月） 416,625部[34]
- 2006年（2005年9月 - 2006年8月） 394,042部[34]
- 2007年（2006年9月 - 2007年8月） 373,500部[34]
- 2008年（2007年10月 - 2008年9月） 355,062部[34]

|        | 1月 - 3月  | 4月 - 6月  | 7月 - 9月  | 10月 - 12月 |
| ------ | ---------- | ---------- | ---------- | ----------- |
| 2008年 |            | 346,750 部 | 360,750 部 | 318,834 部  |
| 2009年 | 308,750 部 | 299,167 部 | 288,917 部 | 275,417 部  |
| 2010年 | 257,834 部 | 253,917 部 | 251,834 部 | 251,667 部  |
| 2011年 | 248,250 部 | 244,000 部 | 241,834 部 | 241,417 部  |
| 2012年 | 233,750 部 | 220,167 部 | 216,834 部 | 212,231 部  |
| 2013年 | 208,182 部 | 205,417 部 | 201,847 部 | 196,819 部  |
| 2014年 | 188,385 部 | 183,000 部 | 182,584 部 | 180,182 部  |
| 2015年 | 174,770 部 | 168,250 部 | 171,000 部 | 165,334 部  |
| 2016年 | 161,583 部 | 158,250 部 | 150,000 部 | 149,833 部  |
| 2017年 | 150,000 部 | 145,833 部 | 145,000 部 | 143,833 部  |
| 2018年 | 140,917 部 | 136,667 部 | 136,000 部 | 134,500 部  |
| 2019年 | 129,167 部 | 125,000 部 | 122,500 部 | 118,636 部  |
| 2020年 | 114,462 部 | 112,364 部 | 111,364 部 | 110,000 部  |
| 2021年 | 108,500 部 | 104,333 部 | 97,273 部  | 91,000 部   |
| 2022年 | 82,000 部  | 76,583 部  | 69,600 部  | 65,250 部   |
| 2023年 | 61,833 部  | 57,833 部  | 54,909 部  | 51,500 部   |
| 2024年 | 49,333 部  | 46,667 部  | 43,500 部  | 42,045 部   |
| 2025年 | 41,231 部  | 40,167 部  |            |             |